# American Soldier
American Soldier es el undécimo álbum de estudio de Queensrÿche, lanzado en el año 2009. Se trata de un disco conceptual; este trabajo debutó en el # 25 del Billboard 200.
El concepto y las letras del disco reflejan la figura del militar estadounidense y sus peculiares campañas mundiales, letras y concepto en los que un músico de heavy metal como Geoff Tate (cantante y líder del grupo), cuyo padre sirvió en las fuerzas castrenses americanas por largos años, parece dejar hablar a los propios militares: Tate se informó muchísimo al respecto con material de primera mano, leyendo literalmente cientos de reportes militares desde la Segunda Guerra Mundial, pasando por la guerra de Corea y la Guerra de Vietnam, hasta los más recientes conflictos en Medio Oriente en los que EE. UU. participó.
Entre las canciones aparecen aquí y allá militares hablando, ya sea breves palabras o largos interludios, lo que le otorga al álbum cierto carácter documental.
La esposa de Tate, Susan, participó en la producción del disco y la composición de los temas.

## Lista de canciones
1. Sliver
2. Unafraid
3. Hundred Mile Stare
4. At 30,000 Ft.
5. A Dead Man's Words
6. The Killer
7. Middle of Hell
8. If I Were King
9. Man Down!
10. Remember Me
11. Home Again
12. The Voice